# Harri Ilvonen
Harri Ilvonen, född 11 mars 1988 i Helsingfors, är en finländsk före detta professionell ishockeyspelare. Hans moderklubb är Tappara.